# Елипса (литература)
 Тази статия е за стилистичния похват.  За геометричната крива вижте Елипса.  
Елипса (от гръцки: elleipsis, изпускане) е стилистичен похват в литературата и езикознанието, която представлява изпускане на дума или част от израз, които по логически път се подразбират от окръжаващия контекст. Елипсата служи на автора, за да разкрие емоционалното му отношение към изобразяваните лица, събития, картини или преживявания на героите.
Пример за употребата на елипса е началото на стихотворението „Завод“ на Никола Вапцаров:
Завод. Над него облаци от дим.

Народът – прост,

животът – тежък скучен, —

Живот без маска и без грим —

озъбено, свирепо куче.